# Kristoffer Halvorsen
Kristoffer Halvorsen (* 13. dubna 1996) je bývalý norský profesionální silniční cyklista, jenž naposledy závodil za UCI ProTeam Uno-X Pro Cycling Team.

## Kariéra
13. října 2016 Halvorsen vyhrál silniční závod do 23 let na Mistrovství světa v silniční cyklistice 2016.
V srpnu 2017 bylo oznámeno, že Halvorsen podepsal dvouletý kontrakt s Teamem Sky po dvou letech strávených v norském kontinentálním týmu Joker Icopal. Halvorsen si měl původně odbýt svůj debut za tento tým na Tour Down Under jako lídr týmu pro sprinterské dojezdy, avšak 14. ledna si Halvorsen zlomil ruku při nehodě na kritériu People's Choice Classic, kvůli čemuž se Tour Down Under nemohl zúčastnit.
Po úspěšné sezóně 2019, v níž získal vítězství v soutěži mladých jezdců a etapu na závodu Kolem Norska, se Halvorsen připojil k týmu EF Pro Cycling pro sezóny 2020 a 2021. V novém týmu se mu však vůbec nedařilo a Halvorsen, který bojoval se ztrátou motivace kvůli pandemii covidu-19, se rozhodl přerušit po sezóně 2020 kontrakt s týmem EF Pro Cycling a podepsal novou dvouletou smlouvu v norském druhodivizním týmu Uno-X Pro Cycling Team.

## Hlavní výsledky
2013
Trofeo Karlsberg
vítěz 1. etapy
Tour of Istria
vítěz 3. etapy
2016
Mistrovství světa
 vítěz silničního závodu do 23 let
vítěz Grand Prix d'Isbergues
Olympia's Tour
vítěz etap 3b a 4
Tour de l'Avenir
vítěz 3. etapy
2. místo Nokere Koerse
ZLM Tour
4. místo celkově
vítěz 1. etapy (TTT)
9. místo Gent–Wevelgem Under-23
2017
vítěz Handzame Classic
Tour de l'Avenir
 vítěz bodovací soutěže
vítěz 3. etapy
Mistrovství světa
5. místo silniční závod do 23 let
5. místo Omloop Eurometropol
2018
2. místo Handzame Classic
2019
Herald Sun Tour
vítěz 5. etapy
Kolem Norska
2. místo celkově
 vítěz soutěže mladých jezdců
vítěz 6. etapy
2. místo Bredene Koksijde Classic
6. místo Driedaagse Brugge–De Panne
2021
Okolo Slovenska
vítěz 3. etapy
Boucles de la Mayenne
3. místo celkově
8. místo Nokere Koerse
10. místo Dwars door het Hageland
2023
3. místo Grand Prix Criquielion
9. místo Bredene Koksijde Classic